# عدسة عينية

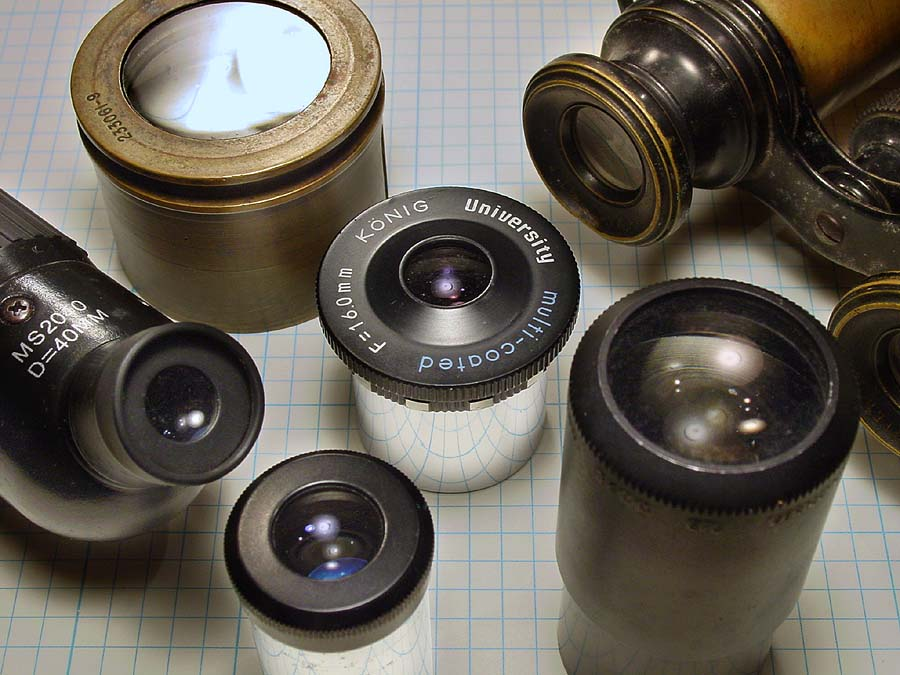
مجموعة من أنواع مختلفة من العدسات.

الْعَدَسَةُ الْعَيْنِيَّةُ  تعد العدسة العينية نوعًا من العدسات المستخدمة في مجموعات متنوعة من الأجهزة البصرية مثل المقاريب والمجاهر. تمتاز بأنها العدسة الأقرب إلى العين عند استخدام الجهاز، مما يبرز أهميتها في تكبير الصورة وتحسين الرؤية.
تعمل العدسة العينية على تكبير الصورة التي تم تجميعها بواسطة العدسة الشيئية أو المرآة. وتُوضع العدسة العينية عادة بالقرب من البعد البؤري للعدسة الشيئية لضمان التكبير المناسب. وتتألف العدسة العينية من عدة عدسات مغلفة بإطار اسطواني يتيح تثبيتها على الجهاز المراد استخدامه.
تُعد العدسة العينية جزءًا أساسيًا في عملية التركيز وتحسين الجودة البصرية، حيث يمكن توضيح الصورة المتكونة بتحريك العدسة العينية للتقريب من أو الابتعاد عن العدسة الشيئية. وعادة ما تحتوي الأجهزة على آلية لتركيز الصورة تعتمد على تحريك القاعدة التي تثبت عليها العدسة الشيئية دون الحاجة لتحريك العدسة العينية مباشرة.

تستخدم العدسات العينية على نطاق واسع في المناظير، حيث تكون مثبتة بشكل دائم مما يجعل مجال الرؤية ونسبة التكبير ثابتة. أما في المقاريب والمجاهر، فيمكن تغيير العدسة لتحقيق قيم مختلفة للتكبير ومجال الرؤية.

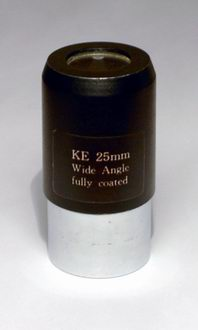
25 ملم العدسة كيلنر

## مكونات العدسة العينية
تتكون العدسة العينية من عدة عدسات بدلاً من عدسة واحدة، حيث يتم تجميعها في مجموعة واحدة تُشكل العدسة العينية بأكملها. في السابق، كانت العدسة العينية تصنع من عدسة واحدة بسيطة، وهو ما كان يتسبب في تشوه الصورة. لكن في الأجهزة الحديثة مثل المجاهر، تكون العدسة العينية مكونة من نظام متعدد العدسات الذي يعمل على تقليل التشوهات، كما يُستخدم البرمجيات الحاسوبية لتحسين مسار الأشعة وتوفير صورة أكثر وضوحًا. وبالتالي، قد تكون العدسة العينية مكونة من سبعة أو ثمانية عناصر لتشكيل صورة أوضح وخالية من التشوهات.

### تصميم المسافة إلى فتحة دخول الضوء
العدسة العينية هي نظام بصري يقع بؤبؤ دخول الأشعة دائماً خارج النظام. يجب أن تصمم العدسة العينية بطريقة تتناسب مع هذه المسافة للحصول على أقل تشتت للصورة. في المقراب، تكون هذه الفتحة هي نفسها المرآة أو العدسة الشيئية التي تجمع الأشعة، وقد تبعد هذه المسافة عدة أمتار عن العدسة العينية. أما في حالة العدسة العينية للمجهر، يكون بؤبؤ دخول الضوء قريباً جداً من المستوى البؤري الخلفي للشيئية، أي مجرد بوصات قليلة من العدسة العينية.

### الانعكاسات الداخلية والتشتت
الانعكاسات الداخلية تؤدي إلى تبعثر وتشتت الضوء، مما يؤدي إلى تبدد الضوء وبالتالي تقليل التباين في الصورة الناتجة عن العدسة العينية. عندما يكون التشتت كبيرًا جدًا، يظهر ما يسمى بالصور "الشبحية". هذه الانعكاسات تنتج بشكل أساسي عندما ينتقل الضوء من وسط لآخر مختلف عنه في معامل الانكسار، لذلك يتم تقليل أسطح الزجاج-الهواء قدر الإمكان عند تصميم العدسة.

1 : صورة واضحة خالية من الزيغ اللوني 2 : انحراف طولي على محور التماثل 3 : انحراف مستعرض على السطح البؤري

إحدى الحلول لهذه المشكلة هو استخدام طبقة رقيقة على سطح العدسة، هذه الطبقة مصنوعة من مادة شفافة سمكها قريب من الطول الموجي للأشعة الساقطة تعمل على تغيير زاوية انكسار الضوء أو امتصاص الأشعة الساقطة بزاوية قليلة جداً بعملية تعرف بالإنعكاس الكلي الداخلي.

### الزيغ اللوني
هناك نوعان من الزيغ اللوني: محوري (طولي) على محور التماثل للعدسة ومستعرض (جانبي) على المستوى البؤري، كلاهما يحدث بسبب اختلاف معامل الانكسار للزجاج باختلاف الطول الموجي; الضوء الأزرق لا يتم تركيزه بنفس النقطة للضوء الأحمر، يؤدي الانحراف الطولي إلى تركيز الأطوال الموجية المختلفة على مسافات مختلفة من البؤرة على طول محور التماثل، الانحراف الطولي شائع في العدسات ذات البعد البؤري الطويل، اما الانحراف الجانبي يحدث عندما يتم تركيز اطوال موجية مختلفة على مواقع مختلفة في المستوى البؤري، لأن التكبير والتشتت يعتمد أيضا على الطول الموجي، الانحراف الجانبي شائع في العدسات ذات البعد الؤري القصير.
من الحلول المستخدمة لتقليل الانحراف هو استخدام عدسة لا لونية (بالإنجليزية: Achromatic lens) وهي مجموعة من العدسات تجلب طولين مختلفين من الطول الموجي للضوء إلى نفس التركيز وتعرض لونًا خاطئاً بدرجة منخفضة. يمكن أيضًا استخدام الزجاج المنخفض التشتت للحد من الزيغ اللوني.

### البعد البؤري
البعد البؤري للعدسة العينية هو المسافة من المستوى الرئيسي للعدسة إلى نقطة التقاء أشعة الضوء المتوازية بنقطة واحدة في البؤرة. مقدار التكبير يعتمد على البعد البؤري للعدسة العينية والشيئية وعادة ما يعبر عنها بالملليمتر عند الإشارة إلى العدسة العينية لحالها. عند تبديل مجموعة من العدسات على أداة واحدة، ومع ذلك، يفضل بعض المستخدمين الإشارة إلى تحديد كل عدسة بواسطة التكبير الناتج.
بالنسبة للمقراب، يمكن حساب التكبير الزاوي MA الناتج عن مزيج من عدسة عينية وشيئية معين بالصيغة التالية:
{\displaystyle \mathrm {MA} ={\frac {f_{O}}{f_{E}}}}
- {\displaystyle f_{O}} هو البعد البؤري للشيئية،
- {\displaystyle f_{E}} هو البعد البؤري للعينية.

يميل علماء الفلك الهواة للإشارة إلى عدسات المقراب ببعدها البؤري بالملليمتر. هذه تتراوح عادة من حوالي 3 مم إلى 50 مم. ومع ذلك، يفضل بعض علماء الفلك تحديد قوة التكبير الناتجة بدلاً من البعد البؤري. غالبًا ما يكون من السهل التعبير عن التكبير في تقارير المراقبة، حيث أنه يعطي انطباعًا فوريًا أكثر عن وجهة النظر التي شاهدها المراقب بالفعل. نظرًا لاعتمادها على خصائص المقراب المعين المستخدم، فإن قوة التكبير وحدها لا معنى لها لوصف العدسة المقرابية.
لمجهر مركب الصيغة المقابلة هي:
{\displaystyle \mathrm {MA} ={\frac {DD_{\mathrm {EO} }}{f_{O}f_{E}}}={\frac {D}{f_{E}}}\times {\frac {D_{\mathrm {EO} }}{f_{O}}}}
حيث
- {\displaystyle D} هي المسافة الأقرب للرؤية المتميزة (عادة 250   مم)
- {\displaystyle D_{\mathrm {EO} }} هي المسافة بين المستوى البؤري الخلفي للشيئية والمستوى البؤري الخلفي للعينية (تسمى طول الأنبوب)، عادة 160 مم لأداة حديثة.
- {\displaystyle f_{O}} هو البعد البؤري الهدف و{\displaystyle f_{E}} هو البعد البؤري للعدسة.

حسب الاصطلاح، عادة ما يتم تحديد العدسات المجهرية عن طريق القوة بدلا من البعد البؤري. قوة العدسة المجهر {\displaystyle P_{\mathrm {E} }} والقوة الموضوعية {\displaystyle P_{\mathrm {O} }} يتم تعريف بواسطة وبالتالي من التعبير المعطى مسبقًا للتكبير الزاوي لمجهر مركب.
{\displaystyle P_{\mathrm {E} }={\frac {D}{f_{E}}},\qquad P_{\mathrm {O} }={\frac {D_{\mathrm {EO} }}{f_{O}}}}
ثم يتم احتساب التكبير الزاوي الكلي لصورة المجهر ببساطة بضرب قوة العدسة العينية في قوة العدسة الشيئية. على سبيل المثال، فإن العدسة 10 × ذات الهدف 40 × ستقوم بتكبير الصورة 400 مرة.
{\displaystyle \mathrm {MA} =P_{\mathrm {E} }\times P_{\mathrm {O} }}
يعتمد هذا التعريف لقوة العدسة على قرار تعسفي بتقسيم التكبير الزاوي للأداة إلى عوامل منفصلة للعدسة والهدف. تاريخيا، وصف آبي عدسات المجهر بشكل مختلف، من حيث التكبير الزاوي للعين و «التكبير الأولي» للشيئية. على الرغم من أنه ملائم للمصمم البصري، فقد أصبح هذا أقل راحة من وجهة نظر الفحص المجهري العملي، وبالتالي تم التخلي عنه.
المسافة البصرية المقبولة عموما من أقرب تركيز {\displaystyle D} هو 250 مم، وعادة ما يتم تحديد قوة العدسة على افتراض هذه القيمة. قوى العدسة الشائعة هي 8 ×، 10 ×، 15 ×، و 20 ×. يمكن بالتالي تحديد البعد البؤري للعين (مم) إذا لزم الأمر بتقسيم 250 مم على قوة العدسة العينية. غالبًا ما تستخدم الأدوات الحديثة أهدافًا تم تصحيحها ضوئيًا لطول أنبوب غير محدود بدلاً من 160 مم، وهذه تتطلب عدسة تصحيح مساعدة في الأنبوب.

### موقع المستوى البؤري
في بعض أنواع العدسات، مثل عدسات Ramsden (الموصوفة بمزيد من التفصيل أدناه)، تتصرف العدسة العينية كمكبر، وتقع مستواها البؤري خارج العدسة أمام عدسة الحقل. وبالتالي يمكن الوصول إلى هذا المستوى كموقع لشبكة متشابكة أو ميكرومتر. في عينيات هيغنس، يقع المستوى البؤري بين عدسات العين والميدان، داخل العدسة، وبالتالي لا يمكن الوصول إليها.

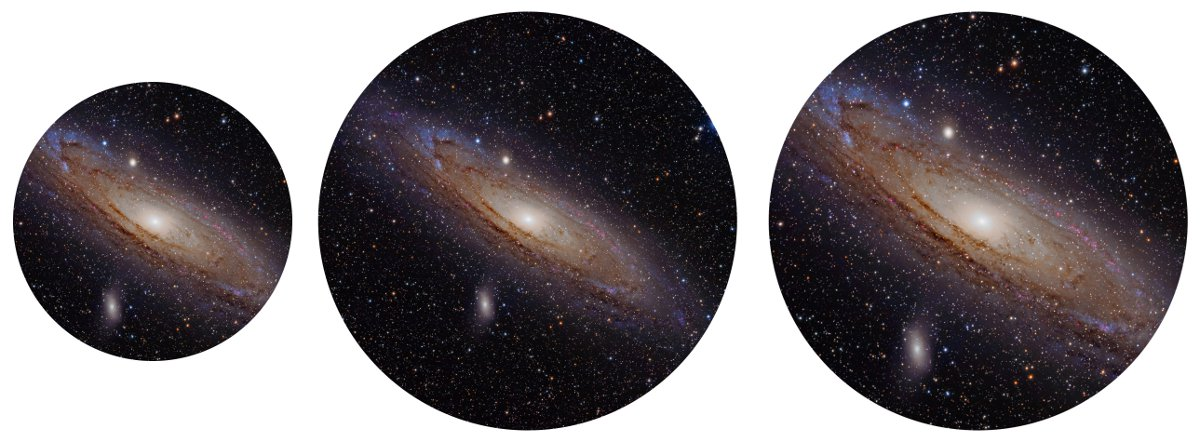
محاكاة وجهات النظر من خلال المقراب باستخدام عدسات مختلفة. تستخدم الصورة المركزية عدسة بنفس الطول البؤري مثل تلك الموجودة على اليسار، ولكن لديها مجال رؤية واضح أوسع يعطي صورة أكبر تظهر مساحة أكبر. يكون للصورة الموجودة على اليمين أيضًا طول بؤري أقصر، مع إعطاء مجال الرؤية الحقيقي نفسه للصورة اليسرى ولكن عند تكبير أعلى.

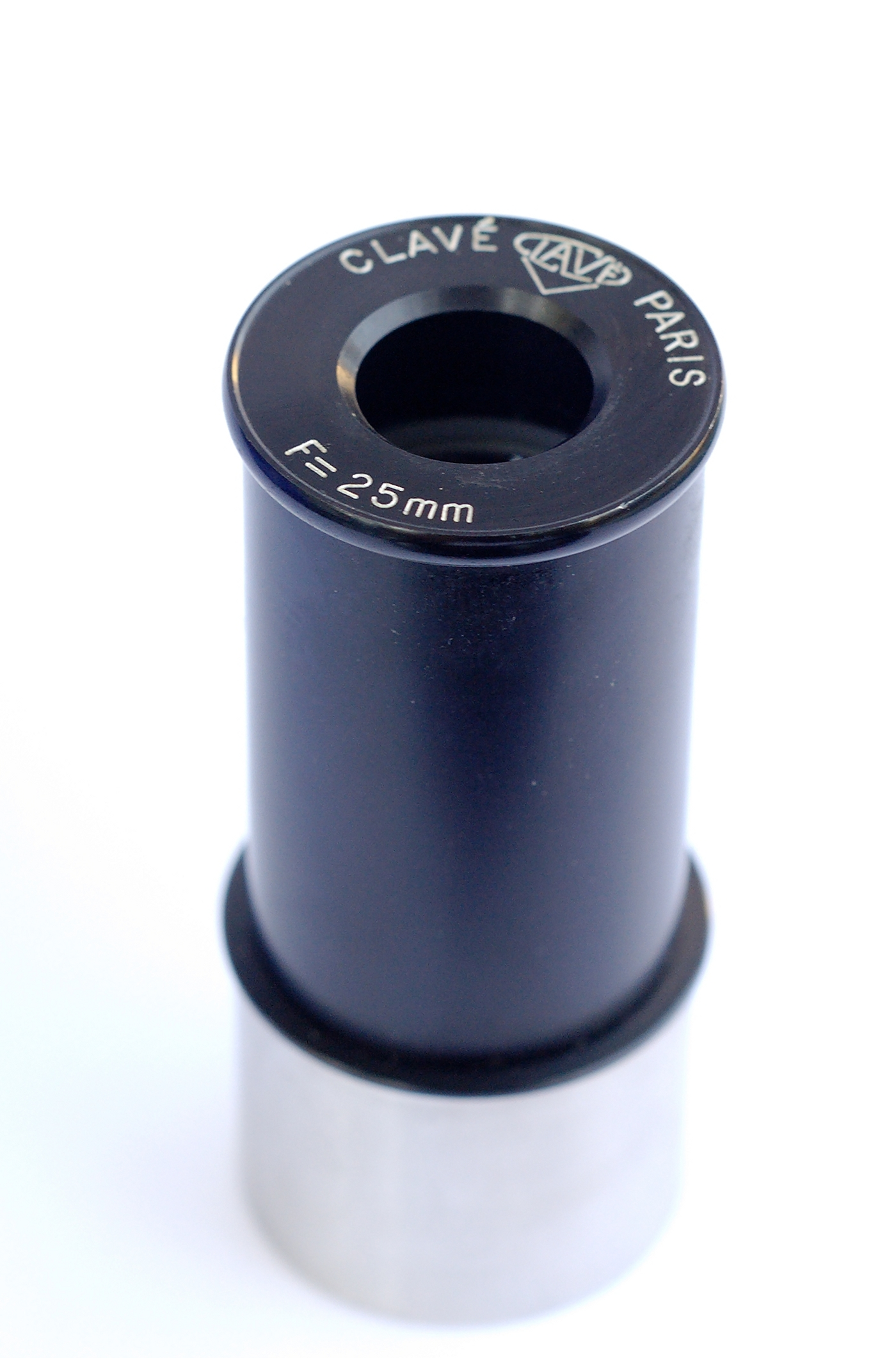
Plössl، عينية ذات مجال رؤية واضح كبير

يصف مجال الرؤية، وغالبًا ما يختصر FOV، منطقة الهدف (تقاس كزاوية من موقع المشاهدة) والتي يمكن رؤيتها عند النظر من خلال العدسة. يختلف مجال الرؤية الذي يُرَى من خلال العدسة، اعتمادًا على التكبير الذي تحقق عند توصيله بمقراب أو مجهر معين، وأيضًا بخصائص العدسة نفسها. تختلف العدسات عن طريق توقفها الميداني، وهو أضيق فتحة يجب أن يمر خلالها الضوء الذي يدخل إلى العدسة العينية للوصول إلى عدسات مجال العدسة العينية.
نظرًا لتأثير هذه المتغيرات، يشير مصطلح «مجال الرؤية» دائمًا إلى واحد من معنيين:
مجال الرؤية الفعلي
الحجم الزاوي لكمية السماء التي يمكن رؤيتها من خلال العدسة عند استخدامها مع مقراب معين، مما ينتج عنه تكبير معين. يتراوح عادة بين 0.1 و2 درجة.
مجال الرؤية واضح
هذا مقياس للحجم الزاوي للصورة التي يتم عرضها من خلال العدسة، بمعنى آخر، حجم الصورة التي تظهر مختلفة عن التكبير. هذا ثابت لأي عدسة محددة ذات طول بؤري ثابت، ويمكن استخدامها لحساب مجال الرؤية الفعلي عندما يتم استخدام العدسة مع مقراب معين. يتراوح القياس من 30 إلى 110 درجة.